# Пасека (Речицкий район)
Пасека (бел. Пасека) — посёлок в Ровенскослободском сельсовете Речицкого района Гомельской области Беларуси.

## География

### Расположение
В 20 км на юг от районного центра и железнодорожной станции Речица (на линии Гомель — Калинковичи), 70 км от Гомеля.

### Гидрография
На юге и востоке мелиоративные каналы.

## Транспортная сеть
Транспортные связи по просёлочной, затем автомобильной дороге Хойники — Речица. Планировка состоит из 2 прямолинейных, параллельных между собой улиц, соединённых на юге короткой улицей. Застройка двусторонняя, деревянная, усадебного типа.

## История
Основан в начале XX века переселенцами из соседних деревень. Наиболее активная застройка приходится на 1920-е годы. В 1931 году организован колхоз. Во время Великой Отечественной войны действовала подпольная патриотическая группа (руководители Григорий Иванович Василец и Григорий Исаакович Василец). 9 жителей погибли на фронтах Великой Отечественной войны. Согласно переписи 1959 года в составе колхоза имени Ф. Э. Дзержинского (центр — деревня Ровенская Слобода).

## Население

### Численность
- 2004 год — 43 хозяйства, 77 жителей.

### Динамика
- 1930 год — 58 дворов, 296 жителей.
- 1959 год — 242 жителя (согласно переписи).
- 2004 год — 43 хозяйства, 77 жителей.